# Dendrocerus noumeae
Dendrocerus noumeae är en stekelart som beskrevs av Paul Dessart 1967. Dendrocerus noumeae ingår i släktet Dendrocerus och familjen trefåresteklar. Inga underarter finns listade i Catalogue of Life.